# Pietro Arcan
Pietro Arcan (Mongova, Moldavia, 9 de octubre de 1977) más conocido como “El asesino de Pozuelo”, es un criminal moldavo.

## Biografía
Pietro Arcan nació en Mongova (Moldavia) el 9 de octubre de 1977. Pasó una infancia difícil en diferentes orfanatos, lo que influiría en su carácter frío y agresivo. En 1994, llegó a Madrid, España y viviría los siguientes años en Coslada de forma ilegal.
Antes de cometer los crímenes por los que se haría tristemente famoso en España, Arcan contaba ya nueve antecedentes policiales: seis por robo con fuerza, dos por lesiones y uno por infringir la ley de Extranjería. Se tramitó su expulsión del país en varias ocasiones, pero nunca llegó a completarse porque varios juzgados querían que cumpliera su responsabilidad por las diferentes causas que tenía abiertas. Además, también estaba en busca y captura internacional por el asesinato de Gheorghe Marius, cometido en Rumanía a finales del año 2000.
Según los psiquiatras que lo trataron, la manera de ser de Arcan encaja en la personalidad de un psicópata.

## Los hechos
Según se declaró probado en el juicio, en la madrugada del día 20 de junio de 2001, sobre las 4:00 horas, Pietro Arcan saltó la verja y forzó una puerta para acceder al interior del chalet habitado por la familia Castillo, en la calle de la Arquitectura 117, en Pozuelo de Alarcón, con el propósito de robar. Pero una vez en su interior, se encaminó al dormitorio del matrimonio, que se había despertado al oír los ruidos. El chalet contaba con una alarma de seguridad que no estaba activada aquel día. Arcan entró en la habitación, y sin encender la luz, disparó contra el abogado Arturo Castillo y contra su esposa. Acabó con la vida del letrado, al que también golpeó en la cabeza y apuñaló en el pecho para asegurarse su muerte, y dejó moribunda a su cónyuge. Una vez asesinado el hombre y creyendo que también la mujer había fallecido, se dirigió a las habitaciones donde dormían las hijas de la pareja, de 17 y 15 años. Arcan violó a la menor de las hermanas e intentó degollar a la mayor con un machete; mientras la madre, que había recuperado la conciencia, pedía auxilio por teléfono a los servicios de emergencias. Luego, Arcan quiso encerrar a las chicas en un lavabo, pero desistió de su idea porque la puerta no contaba con un cerrojo. Allí, gracias a la luz proveniente del exterior, las dos hermanas pudieron ver reflejada en el espejo la cara de su agresor, lo que les permitiría identificarlo posteriormente. Finalmente, Arcan encerró a las jóvenes en un armario empotrado de reducidas dimensiones. Tras hacerse con dinero en efectivo y joyas, y alertado de la llegada de la Policía, que había sido avisada por la esposa de Arturo Castillo, huyó del lugar. Fue detenido horas después en una pasarela peatonal sobre la M-40, junto al Hipercor de la localidad, tras lograr escapar en un primer momento de los agentes que le persiguieron a su salida de la casa, produciéndose un tiroteo entre ellos.

## La sentencia
El 10 de julio de 2003, la Audiencia Provincial de Madrid condenó a Pietro Arcan a 75 años de prisión por los siguientes delitos:
- Por un delito de asesinato, a la pena de 20 años de prisión, con la accesoria de inhabilitación absoluta durante el tiempo de la condena.
- Por un delito de asesinato intentado, a la pena de 15 años de prisión, con la accesoria de inhabilitación absoluta durante el tiempo de la condena.
- Por un delito de homicidio intentado en concurso ideal con un delito de atentado, a la pena de 10 años de prisión, con la accesoria de inhabilitación absoluta durante el tiempo de la condena.
- Por un delito de agresión sexual, a la pena de 15 años de prisión, con la accesoria de inhabilitación absoluta durante el tiempo de la condena.
- Por un delito de lesiones psíquicas, a la pena de 3 años de prisión, con la accesoria de inhabilitación especial para el derecho de sufragio pasivo durante el tiempo de la condena.
- Por un delito de lesiones físicas con uso de arma, a la pena de 5 años de prisión, con la accesoria de inhabilitación especial para el derecho de sufragio pasivo durante el tiempo de la condena.
- Por un delito de tenencia ilícita de armas, a la pena de 2 años de prisión, con la accesoria de inhabilitación especial para el derecho de sufragio pasivo durante el tiempo de la condena.
- Y por un delito de allanamiento de morada en concurso medial con un delito de robo con violencia e intimidación en las personas y uso de arma, a la pena de 5 años de prisión, con la accesoria de inhabilitación especial para el derecho de sufragio pasivo durante el tiempo de la condena.

Asimismo, se le condenó a indemnizar a las víctimas con un total de 760.000 euros: 420.000 euros para la mujer, 180.000 euros para una de las hijas y 160.000 euros para la otra.
Junto a él, fueron condenadas otras dos personas, una a 2 años y 6 meses de prisión y la otra a 4 años, por llevar a Arcan hasta Pozuelo. Fueron consideradas cooperadores necesarios de Arcan en los delitos de robo y allanamiento de morada.
La Sentencia de la Audiencia fue recurrida en casación ante el Tribunal Supremo, que confirmó íntegramente la resolución de primera instancia.
Actualmente, Pietro Arcan cumple su condena en una prisión de alta seguridad en Palma de Mallorca.